# Асие Жута
Асие Жута Абази (на албански: Asije Zhuta Abazi; на македонска литературна норма: Асије Жута Абази) е актриса от Социалистическа република Македония от албански произход.

## Биография
Родена е през 1962 година в стружкото село Велеща. В продължение на две десетилетия е член на ансамбъла на Албанската драма при Театъра на народностите в Скопие. Играе предимно малки и епизодични роли, като се отличава в представленията за деца, с които е известен репертоарът на Албанската драма. Жути е водеща и на много детски тв емисии на албански език и участва в телевизионни сериали за деца. Известни нейни роли са Джо Харпър в „Том Соер“, главната рола на Люле в „Люле шега“, ролите в „Кекец и Мойца“, в „Сестрите со цървена панелка“, Тебанка в „Антигона“, в „Бохча“, в „Гоф“ и в „Едип цар“.
Умира на 14 май 2003 година в Тетово.